# Маяк Пойнт-Прим
Маяк Пойнт-Прим (англ. Point Prim Lighthouse) — маяк, расположенный на мысе Пойнт-Прим на входе в узкий пролив Дигби-Гат, соединяющий залив Фанди с заливом Аннаполис-Бейсин который служит естественной гаванью для городов Дигби и Аннаполис-Ройал, графство Дигби, провинция Новая Шотландия, Канада. Построен в 1804 году. Автоматизирован в 1984 году.

## История

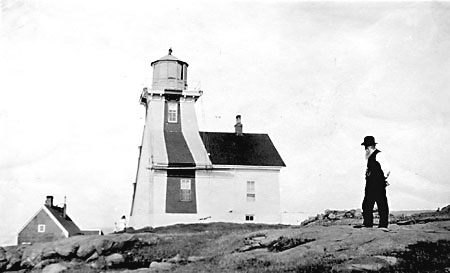
Маяк в 1874 году

Узкий и достаточно опасный пролив Дигби-Гат отделяет закрытый залив Аннаполис-Бейсин, служащий естественной гаванью для города Дигби и других прибрежных поселений, от Атлантического океана. В 1801 году жители города Дигби направили в парламент Новой Шотландии петицию с просьбой о строительстве маяка. Парламент Новой Шотландии петицию одобрил но на условиях софинансирования строительства с жителями города. В итоге строительство завершилось в 1904 году, маяк Пойнт-Прим стал третьим маяком Новой Шотландии после маяка Самбро и маяка Кейп-Розуэй. Первый маяк просуществовал всего 4 года и был уничтожен пожаром уже в 1808 году. В 1817 был построен второй маяк, в этот раз правительство Новой Шотландии выделило 400 фунтов на его строительство, а ещё 100 фунтов собрали жители округа. Второй маяк представлял собой квадратный белый деревянный дом смотрителя с вертикальными красными полосами на всех стенах, кроме южной. Фонарная комната располагалась в эркере в северной части здания. Значение маяка возросло в 1865 году, когда начались регулярные рейсы пассажирского парохода между городами Дигби и Сент-Джон. В 1871 году на маяке был установлен противотуманный сигнал. В 1873 году маяк снова был уничтожен пожаром. В 1874 году был построен третий маяк. Он представлял собой квадратную деревянную башню высотой 10 метров с наклонными стенами и фонарной комнатой на вершине, к которой сбоку примыкал двухэтажный дом смотрителя. Маяк бы выкрашен в белый цвет с вертикальными красными полосами. Стоимость строительства нового маяка составила $3410,45. В 1876 году маяк был повреждён молнией. В 1930 году маяк был электрифицирован. К 1960-м годам маяк сильно обветшал, 13 мая 1964 года бульдозер сбросил его в море, а вместо него построили новый, уже четвёртый по счёту, который стоит и по сей день. Он представляет собой квадратное одноэтажное белое бетонное здание, на углу которого возвышается бетонная башня высотой 14 метров с вертикальными красными полосами. В 1984 году маяк был автоматизирован. Сейчас маяк находится на территории парка, в котором он служит главной достопримечательностью. 